# Список претендентов на премию «Оскар» за лучший фильм на иностранном языке от России
Список претендентов на премию «Оскар» за лучший фильм на иностранном языке от России включает в себя все фильмы, снятые Российской Федерацией с 1992 года и выдвинутые на премию «Оскар» в номинации «Лучший фильм на иностранном языке».
Только один российский фильм получил статуэтку в этой номинации — «Утомлённые солнцем» (1995), ещё шесть были номинированы на премию. Три картины вошли в шорт-лист, но не попали в итоговую номинацию.
Все фильмы, представлявшие Россию, были сняты на русском языке.
Выбор претендентов проводит Российский Оскаровский комитет.

## История

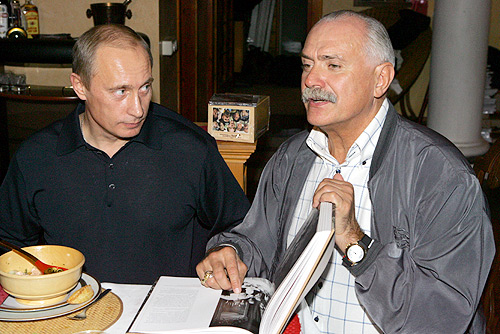
Никита Михалков — первый и единственный режиссёр российского игрового фильма, получивший «Оскар»

В общей сложности фильмы России шесть раз были номинированы на премию, в числе которых картина Никиты Михалкова «Утомлённые солнцем», получившая статуэтку. Михалков чаще всех из российских режиссёров претендовал на «Оскар» — пять его фильмов представляли Россию в номинации «Лучший фильм на иностранном языке» (включая впоследствии дисквалифицированную киноленту «Сибирский цирюльник»). Кроме того, за роль в фильме Михалкова «Очи чёрные» итальянский актёр Марчелло Мастроянни в 1987 году был номинирован на «Оскар» в категории «Лучшая мужская роль».
Лента Никиты Михалкова «Сибирский цирюльник» в 1999 году была дисквалифицирована по причине того, что так и не вышла в коммерческий прокат в России к сроку, потому что была доработана только в феврале. Создатели пытались симулировать недельный показ картины в московском кинотеатре «Зарядье», однако вести об этом быстро распространились в американских СМИ. Отмечалось тогда и то, что фильм мог претендовать сразу на несколько статуэток, так как снят в основном на английском языке.

## Список фильмов
| Год выхода и номер церемонии | Название                         | Режиссёр                                | Результат             |
| ---------------------------- | -------------------------------- | --------------------------------------- | --------------------- |
| 2023 96-я                    | Не был выбран ни один фильм      |                                         |                       |
| 2022 95-я                    | Не был выбран ни один фильм      |                                         |                       |
| 2021 94-я                    | «Разжимая кулаки»                | Кира Коваленко                          | Не номинирован        |
| 2020 93-я                    | «Дорогие товарищи!»              | Андрей Кончаловский                     | Февральский шорт-лист |
| 2019 92-я                    | «Дылда»                          | Кантемир Балагов                        | Декабрьский шорт-лист |
| 2018 91-я                    | «Собибор»                        | Константин Хабенский                    | Не номинирован        |
| 2017 90-я                    | «Нелюбовь»                       | Андрей Звягинцев                        | Номинирован           |
| 2016 89-я                    | «Рай»                            | Андрей Кончаловский                     | Декабрьский шорт-лист |
| 2015 88-я                    | «Солнечный удар»                 | Никита Михалков                         | Не номинирован        |
| 2014 87-я                    | «Левиафан»                       | Андрей Звягинцев                        | Номинирован           |
| 2013 86-я                    | «Сталинград»                     | Фёдор Бондарчук                         | Не номинирован        |
| 2012 85-я                    | «Белый тигр»                     | Карен Шахназаров                        | Не номинирован        |
| 2011 84-я                    | «Утомлённые солнцем 2: Цитадель» | Никита Михалков                         | Не номинирован        |
| 2010 83-я                    | «Край»                           | Алексей Учитель                         | Не номинирован        |
| 2009 82-я                    | «Палата № 6»                     | Александр Горновский и Карен Шахназаров | Не номинирован        |
| 2008 81-я                    | «Русалка»                        | Анна Меликян                            | Не номинирован        |
| 2007 80-я                    | «12»                             | Никита Михалков                         | Номинирован           |
| 2006 79-я                    | «9 рота»                         | Фёдор Бондарчук                         | Не номинирован        |
| 2005 78-я                    | «Итальянец»                      | Андрей Кравчук                          | Не номинирован        |
| 2004 77-я                    | «Ночной Дозор»                   | Тимур Бекмамбетов                       | Не номинирован        |
| 2003 76-я                    | «Возвращение»                    | Андрей Звягинцев                        | Не номинирован        |
| 2002 75-я                    | «Дом дураков»                    | Андрей Кончаловский                     | Не номинирован        |
| 2001 74-я                    | «Романовы. Венценосная семья»    | Глеб Панфилов                           | Не номинирован        |
| 2000 73-я                    | «Дневник его жены»               | Алексей Учитель                         | Не номинирован        |
| 1999 72-я                    | «Молох»                          | Александр Сокуров                       | Не номинирован        |
| 1998 71-я                    | «Сибирский цирюльник»            | Никита Михалков                         | Дисквалифицирован     |
| 1997 70-я                    | «Вор»                            | Павел Чухрай                            | Номинирован           |
| 1996 69-я                    | «Кавказский пленник»             | Сергей Бодров                           | Номинирован           |
| 1995 68-я                    | «Мусульманин»                    | Владимир Хотиненко                      | Не номинирован        |
| 1994 67-я                    | «Утомлённые солнцем»             | Никита Михалков                         | Получил «Оскар»       |
| 1993 66-я                    | Не был выбран ни один фильм      |                                         |                       |
| 1992 65-я                    | «Урга — территория любви»        | Никита Михалков                         | Номинирован           |

## Своеобразные рекорды
Некоторые режиссёры выдвигались на премию несколько раз:
- Никита Михалков — пять раз при одной победе и двух номинациях;
- Андрей Звягинцев — три раза при двух номинациях;
- Андрей Кончаловский — три раза при двух попаданиях в шорт-лист;
- Алексей Учитель, Карен Шахназаров, Федор Бондарчук — два раза;
- Сергей Бодров-старший номинировался два раза за фильмы «Кавказский пленник» и «Монгол» (страна-номинант — Казахстан). Также является одним из сценаристов фильма «Восток-Запад», который номинировался от Франции.

## Скандал
В 2011 году Российский Оскаровский комитет выбрал ленту Никиты Михалкова «Утомлённые солнцем 2: Цитадель» кандидатом на премию «Оскар» от России в категории «Лучший фильм на иностранном языке». Другими кандидатами на выдвижение были «Елена» Андрея Звягинцева и «Фауст» Александра Сокурова. Однако режиссёр Владимир Меньшов, возглавлявший комитет, в итоге отказался подписать протокол отборочной комиссии, посчитав это решение несправедливым и добавив следующее:

Кроме всех, так сказать, достоинств и недостатков художественных, это одна часть большой эпопеи. Для того чтобы войти в фильм «Цитадель», надо посмотреть предыдущие фильмы. Там много чего совершенно необъяснённого и необъяснимого, если смотреть фильм отдельно. Чертовщина какая-то. Даже с этой позиции нельзя было заниматься выдвижением этого фильма. Короче говоря, можно было выбрать. Но часть комиссии пришла уже с готовым решением и никаким аргументам не поддавалась. Я говорил: дайте мне аргументы, по какой причине выдвигаем эту картину, а не ту. Меня ж будут спрашивать, журналисты сейчас нападут! Но все опускали глаза и дожидались голосования, которое всё показало. По этой причине я считаю решение комиссии глубоко несправедливым. Всё упирается в личную власть Михалкова. В российский оскаровский комитет необходимо влить свежую кровь, ввести в него новых людей, которые не зависели бы от Михалкова. Он сам представил свой фильм на комиссию, что было не очень корректно. Год был урожайный — «Елена» Звягинцева, «Шапито-шоу» Лобана, «Жила-была одна баба» Смирнова, есть несколько фильмов, которые в этом году могли претендовать. Теперь я спрашиваю, что ещё надо сделать, чтобы автор если не признал своего поражения, то снизил гордыню. Может посидеть, подумать и избрать другой путь.

В связи с тем, что на заседании комитета присутствовали не все его члены, утверждалось, что выдвижение фильма Михалкова может быть пересмотрено. Однако этого не произошло. Фильм номинирован не был.